# Talizmán (telenovella)
A Talizmán (eredeti cím: El Talisman) 2012-es amerikai–mexikói telenovella, amit Carlos Pérez Santos, Otto Rodríguez és Maria Eugenia Perera rendezett. A főbb szerepekben Blanca Soto, Rafael Novoa, Aarón Díaz, Sergio Reynoso és Karyme Lozano látható.
Amerikai Egyesült Államokban 2012. január 30-án a Univision, Magyarországon 2013. március 5-én az RTL II-n mutatta be.

## Történet
Camila Nájera családja szétesett, amikor elveszítették texasi-i farmjukat. Esteban Nájera, a megrögzött szerencsejátékos elég pénzt nyer, hogy meggyőzze feleségét, hogy térjen vissza hozzá és utazzanak el Kaliforniába, hogy megvegyék a Talismán-farmot Bernardo Aceves-től.
Bernardo szomszédja, Gregorio Negrete már évek óta megkeseríti az Aceves-család életét. Gregorio sosem bocsátotta meg Bernardonak, hogy Matilde őt választotta. Legfőbb célja, hogy ő legyen a Talismán tulajdonosa. A két családfő közötti viszály ellenére Mariana, Bernardo lánya titkokban viszonyt folytat Antonioval, Gregorio fiával, aki nős és két lánya van.
Pedro Ibarra illegális bevándorlóként érkezett Kaliforniába és Mariana, valamint Bernardo segítségével sikerült letelepednie. Pedro ezért rendkívül hálás nekik. Amikor a Nájera-család megérkezik a Talismánra, Pedro majdnem elüti Camilát. Első pillantásra egymásba szeretnek.
Pedronak hamarosan választani kell, Camila szerelme és a Mariana iránt érzett hála között, amikor kiderül, hogy Mariana gyermeket vár Antoniotól. Pedro nem szeretne lemondani Camiláról, de szeretné megvédeni Marianát és a születendő gyermekét.

## Szereplők
| Színész                | Szerepnév                    | Megjegyzés | Magyar hang        |
| ---------------------- | ---------------------------- | --- | ------------------ |
| Blanca Soto            | Camila Nájera Rivera         | Agronómus, Elvira és Esteban lánya, Armando testvére, María unokahúga, Pedro felesége                                                                    | Ruttkay Laura      |
| Rafael Novoa           | Pedro Ibarra                 | Az 'El Talismán' birtok tulajdonosa, Mariana férje, Camila férje lett a történet végén                                                                   | Czvetkó Sándor     |
| Aarón Díaz             | Antonio Negrete              | Gregorio fia, Lucrecia testvére, Panchito féltestvére, Doris férje, Fabiola és Florencia édesapja, Camila férje, Mariana volt szeretője, Pedro ellensége | Varga Gábor        |
| Lola Ponce             | Lucrecia Negrete             | Gregorio lánya, Antonio testvére, Panchito féltestvére                                                                                                   | Bogdányi Titanilla |
| Julieta Rosen          | Elvira Rivera de Nájera      | Esteban felesége, Camila és Armando édesanyja, María húga, Renato felesége, Gregorio szeretője                                                           | Szórádi Erika      |
| Sergio Reynoso         | Gregorio Negrete             | Az 'El Alcatráz' birtok tulajdonosa, Antonio Lucrecia és Panchito édesapja                                                                               | Forgács Gábor      |
| Marcela Mar            | Doris de Negrete / Catherine | Antonio felesége később Gregorio szeretője/özvegye, Fabiola és Florencia édesanyja, prostituált Catherine néven                                          | Zsigmond Tamara    |
| Víctor Cámara          | Dr. Manuel Bermúdez          | Pszichológus, María férje |                    |
| Eva Tamargo            | Dr. María Rivera             | Pszichológus, Elvira testvére, Ángel édesanyja, Manuel felesége                                                                                          |                    |
| Karyme Lozano          | Mariana Aceves de Ibarra     | Matilde és Bernardo lánya, Pedro felesége | Zakariás Éva       |
| Alma Delfina           | Matilde de Aceves            | Mariana édesanyja, Bernardo felesége | Illyés Mari        |
| Roberto Huicochea      | Valentín Ramos               | Gregorio bűntársa | Faragó András      |
| Pablo Azar             | Armando Nájera Rivera        | Elvira és Esteban fia, Camila testvére, Fabiola barátja                                                                                                  | Király Adrián      |
| Joaquín Gil            | Margarito Flores             | Pedro barátja, Claudio édesapja, Santiago nevelőapja | Kárpáti Levente    |
| Isabel Burr            | Fabiola Negrete              | Doris és Antonio lánya, Florencia testvére, Armando barátnője                                                                                            | Gulás Fanni        |
| Sandra Itzel           | Florencia Negrete            | Doris és Antonio lánya, Fabiola testvére, Ángel barátnője                                                                                                | Tamási Nikolett    |
| Rodrigo Vidal          | Francisco "Panchito" Negrete | Napszámos az 'El Alcatráz'-birtokon, Gregorio fia, Antonio és Lucrecia féltestvére, Tracy barátja                                                        | Moser Károly       |
| Tatiana Rodríguez      | Genoveva de Guerrido         | Agronómus, Camila barátnője és munkatársa, Tomas felesége                                                                                                | Erdős Borcsa       |
| Braulio Castillo       | Renato Leduc                 | Elvira férje, Rita szeretője | Gergely Róbert     |
| Gloria Mayo            | Patricia "Paty" Aceves       | Mariana nagynénje, Bernardo testvére | Menszátor Magdolna |
| Paola Pedroza          | Guadalupe "Tracy" Pérez      | Szakácsnő az 'El Talismán'-birtokon, Pancho barátnője | Szabó Zselyke      |
| Adrián Carvajal        | Ángel Espinoza Rivera        | María és Enrique fia, Camila és Armando unokatestvére, Florencia barátja                                                                                 | Renácz Zoltán      |
| Michelle Vargas        | Sarita                       | Gabriel barátnője | Győrfi Laura       |
| Glauber Barcelo        | Claudio Flores               | Margarito fia | Baráth István      |
| Christian Vega         | Santiago Flores              | Margarito nevelt fia | Boldog Gábor       |
| Freddy Viquez          | Lucas                        | Gregorio bűntársa, Doris szeretője | Szatmári Attila    |
| Gustavo Pedraza        | Tomas Garrido                | Agronómus, Camila és Genoveva munkatársa az Agrolife-nál, Genoveva férje                                                                                 | Pálmai Szabolcs    |
| Lyduán González        | Gabriel Barrasa              | Munkás az 'El Talismán'-birtokon, Sarita barátja | Berkes Bence       |
| Yuli Ferreira          | Rita Ledesma                 | Renato szeretője | Sallai Nóra        |
| Roberto Vander         | Esteban Nájera               | Az 'El Talismán' birtok tulajdonosa, Elvira férje, Camila és Armando édesapja                                                                            | Koncz István       |
| Germán Barrios         | Bernardo Aceves              | Mariana édesapja, Paty testvére, Matilde férje, Gregorio ellensége                                                                                       | Várday Zoltán      |
| Carmen Daysi Rodríguez | Brigitte                     | bordélyház tulajdonosa, Doris barátnője | Urbán Andrea       |
| Victoria del Rosal     | Lucy                         | Prostituált | Martin Adél        |
| Orlando Casín          | Oscar Flores                 | | Kajtár Róbert      |